# Guy de Maupassant
Guy de Maupassant (Tourville sur Arques, 5. kolovoza 1850. – Pariz, 6. srpnja 1893.), francuski književnik. 
Zaposlen kao činovnik, prve je književne eseje pisao pod pokroviteljstvom starijega Flauberta. Zbirka priča Večeri u Medanu (1880.), osobito novela Dunda, smatra se ezgemplarnim djelom naturalizma. Romani Jedan život (1883.) i Bel-Ami (1885.) prikazuju sudbine pojedinca u konfliktnim društvenim okolnostima. Maupassantovo pripovijedanje odmiče se od balzacovskog realističkog modela. Pripovijetke se tematski vežu u prostore normandijskog sela i malograđansku sredinu. Najpoznatije zbirke: Kuća Tellier (1881.); Lovačke pripovijesti (1883.).